# Dopravní podnik města Hradce Králové
Dopravní podnik města Hradce Králové (DPMHK) – spółka akcyjna będąca operatorem miejskiego transportu publicznego w Hradcu Králové. Przedsiębiorstwo powstało 1 kwietnia 1997 r., jego siedziba znajduje się przy ulicy Pouchovskiej 153/52 w Hradcu Králové. Jedynym akcjonariuszem jest miasto Hradec Králové.
W 2020 r. DPMHK obsługiwał 30 linii autobusowych i 8 linii trolejbusowych, całkowita długość linii wynosiła 323 km. Według stanu z 2022 r. DPMHK dysponował 41 trolejbusami i 92 autobusami, które w ciągu roku przewiozły 35 249 000 pasażerów.

## Struktura organizacyjna
Stan z lutego 2024 r.

### Rada dyrektorów
- Przewodniczący: Zdeněk Abraham
- Wiceprzewodniczący: Lubomír Štěpán
- Członkowie: Vladimír Pejřil, Václav Bartoš, Roman Plát, Zdeněk Kousal

### Rada nadzorcza
- Przewodniczący: Václav Koutník
- Wiceprzewodniczący: Eva Marešová
- Członkowie: David Kočí, Luděk Kloubec, František Křelina, Tomáš Chobotský